# جشنواره فیلم کن ۱۹۵۵
هشتمین دوره جشنواره فیلم کن در تاریخ ۲۶ آوریل شروع و تا - ۱۰ می ۱۹۵۵ ادامه پیدا کرد نخل طلا به فیلم آمریکا مارتی توسط دلبرت من رسید 

## برندگان
- نخل طلا: مارتی (فیلم) توسط دلبرت من
- جایزه هیئت داوران جشنواره فیلم کن: قاره گم‌شده توسط Leonardo Bonzi , ماریو کراوری, انریکو گراس, آنجلو فرانچسکو لاوانینو و جورجو موزر
- جایزه بهترین بازیگر مرد جشنواره فیلم کن:
  - اسپنسر تریسی برای روز بد در بلک راک
  - Sergei Lukyanov, Boris Andreyev, آلکسی باتالوف, Sergei Kurilov, Vadim Medvedev, Boris Bityukov, Nikolai Gritsenko, پاول کادوچنیکوف, Boris Kokovkin and Nikolai Sergeyev برای خانواده بزرگ
- جایزه بهترین بازیگر زن جشنواره فیلم کن: Yelena Dobronravova, Vera Kuznetsova, کلارا لوچکو, Yekaterina Savinova, Iya Arepina و Larisa Kronberg برای خانواده بزرگ
- جایزه بهترین کارگردان جشنواره فیلم کن:
  - ژول داسن برای فیلم ریفیفی
  - سرگئی واسیلیف برای فیلم Geroite na Shipka